# Cattedrale di San Pietro Apostolo (Cerignola)
La cattedrale di San Pietro Apostolo, anche conosciuta come Duomo Tonti, è il principale luogo di culto cattolico di Cerignola, in provincia di Foggia, cattedrale della diocesi di Cerignola-Ascoli Satriano.
Si tratta di uno tra i più grandi edifici sacri dell'Italia meridionale edificati nel XX secolo e deve il suo nome a Paolo Tonti, il quale donò le sue ricchezze per la costruzione dello stesso.

## Storia

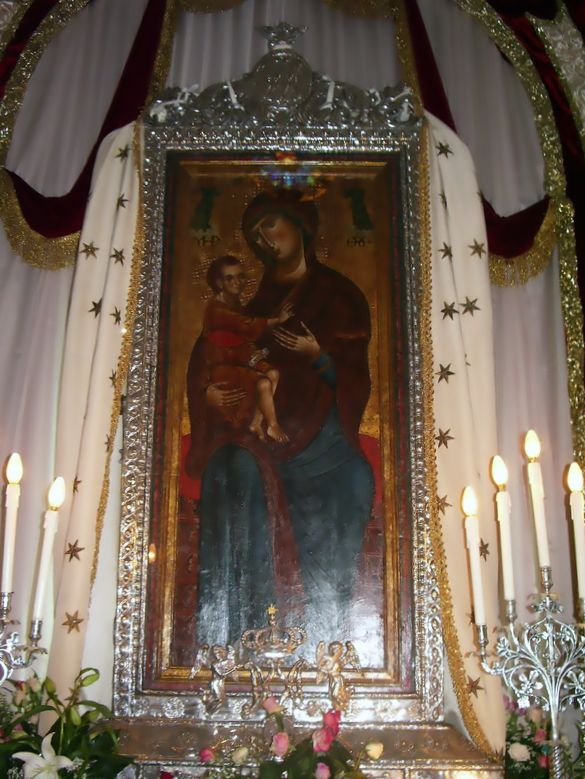
L'icona bizantina della Madonna di Ripalta.

Poiché la chiesa madre, l'ex cattedrale, era divenuta insufficiente per la popolazione di Cerignola, nacque la necessità di progettare e costruire un nuovo edificio religioso che potesse assolvere a questo compito, soprattutto durante le funzioni religiose più importanti.
Per questo motivo nel 1820 il comune fece predisporre un progetto dal costo di 70 000 ducati a cui seguì, nel 1845, un secondo ad opera dell'architetto Francesco Saponieri. Entrambi i progetti furono bocciati per ragioni economiche. La situazione cambiò nel 1855 quando, alla sua morte, il facoltoso concittadino Paolo Tonti donò tutti i proventi derivati dalla rendita dei suoi possedimenti alla città, al fine di costruire una nuova cattedrale. Del progetto fu nuovamente incaricato l'architetto Saponieri, che ne propose uno da 190 000 ducati. Il progetto fu, ancora una volta, scartato perché troppo costoso. La redazione del progetto fu così affidata all'ingegnere Errico Alvino, ma anche quest'ultimo presentò un'opera dal costo troppo elevato per le casse cittadine. L'ingegnere milanese propose allora un secondo progetto, approvato dal comune, ma non dalla cittadinanza a causa delle dimensioni modeste di poco superiori a quelle della chiesa madre. Finalmente nel 1870, dopo aver apportato alcune modifiche, l'ingegner Alvino vide approvato il suo progetto, per una previsione di spesa di 127 000 ducati.

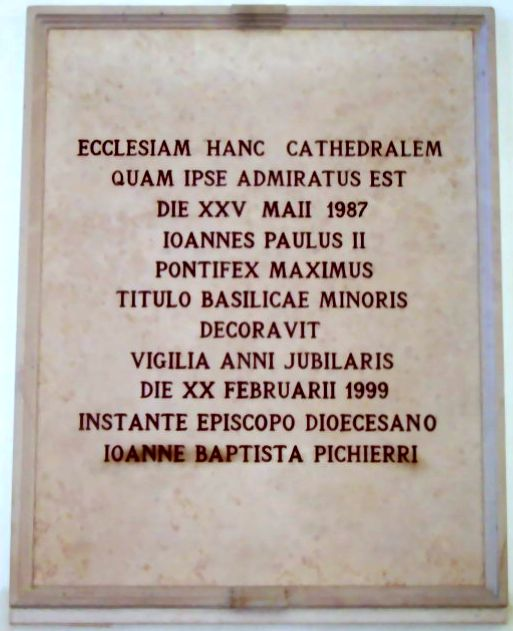
Iscrizione che ricorda l'elevazione a basilica.

La costruzione cominciò il 29 giugno 1873, con la posa della prima pietra del nuovo edificio. Nel 1876 l'ingegner Alvino morì e l'incarico passò ad un suo allievo, l'ingegner Giuseppe Pisanti, che approntò un ulteriore progetto definitivo. Una serie di vicissitudini fecero allungare di molto i tempi di realizzazione dell'opera, tanto che la sua inaugurazione si ebbe, nonostante la costruzione non fosse ultimata, solo il 14 settembre 1934. Il tempio ereditò i titoli di cattedrale e di parrocchia di San Pietro Apostolo dall'antica chiesa madre. Il duomo fu chiuso in seguito al terremoto che colpì la città il 23 novembre 1980. I successivi lavori di restauro furono avviati nel 1982 e riguardarono il consolidamento statico delle strutture, la ricostruzione della lanterna, la sostituzione del rivestimento in rame delle cupole e interventi su rifiniture interne ed esterne, organo compreso.
Dal 30 settembre 1986 la chiesa è cattedrale della diocesi di Cerignola-Ascoli Satriano. Il 22 febbraio 1999, successivamente alla richiesta avanzata dal vescovo Giovan Battista Pichierri in data 13 aprile 1998, è stata elevata alla dignità di basilica minore intitolata a San Pietro Apostolo. Dal primo sabato dopo Pasqua al secondo lunedì di Ottobre nella cattedrale è conservata l'icona della Madonna di Ripalta, patrona principale della città.

## Descrizione

### Misure e dimensioni

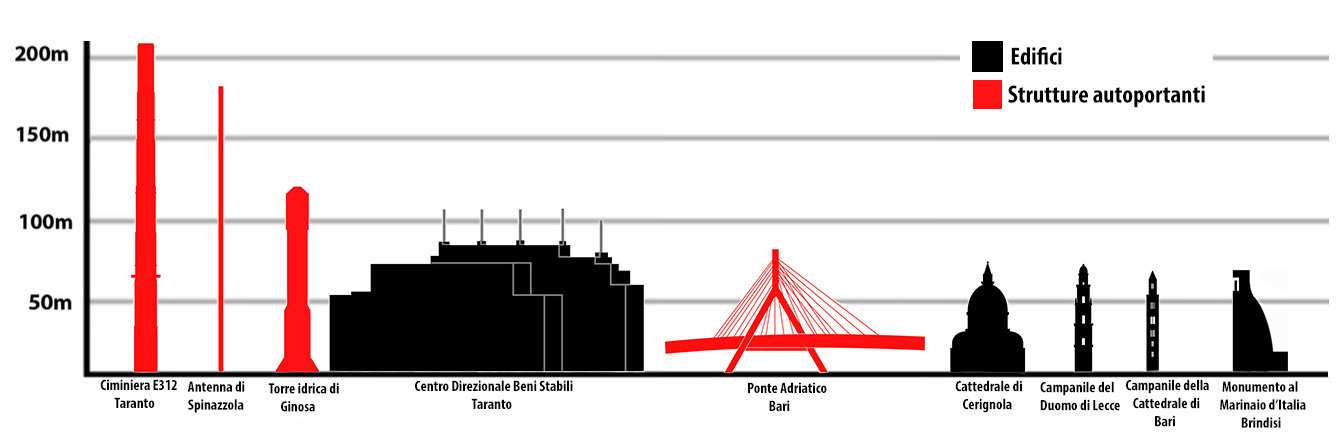
Confronto tra gli edifici più alti della Puglia

| Parametro                                                | Misura  |
| -------------------------------------------------------- | ------- |
| Lunghezza esterna (scalinata esclusa)                    | 82,29 m |
| Larghezza esterna                                        | 47,16 m |
| Larghezza della navata centrale                          | 11,40 m |
| Larghezza delle navate laterali                          | 4,20 m  |
| Altezza della volta della navata centrale                | 27,70 m |
| Altezza della volta delle navate laterali                | 17,50 m |
| Altezza dal pavimento alla sfera di sostegno della croce | 75,75 m |
| Altezza della croce della cupola                         | 3 m     |
| Circonferenza esterna della cupola                       | 88,60 m |
| Circonferenza interna della cupola                       | 59,70 m |

### Esterno

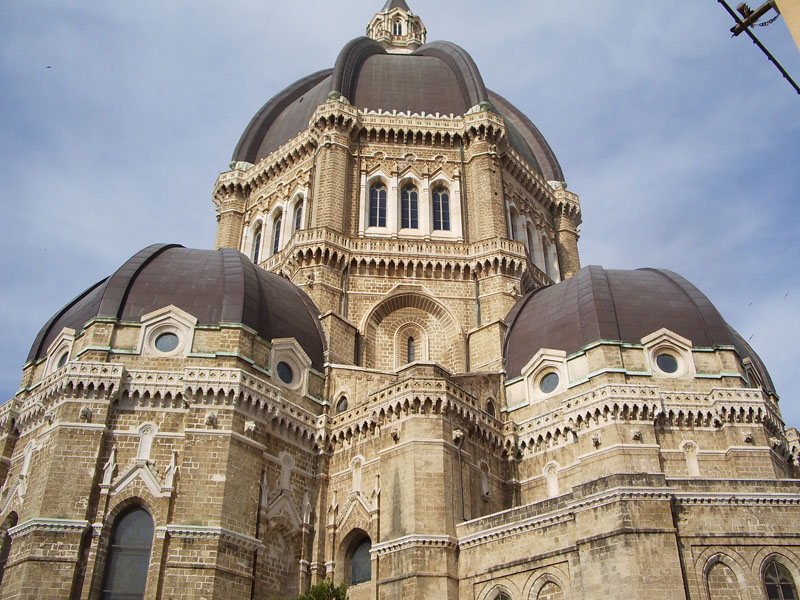
Esterno della cupola e delle absidi

Alla chiesa si può accedere, oltre che dai portali frontali, anche dai lati attraverso quattro porte in prossimità del transetto. Otto finestre, quattro per ciascun lato, illuminano le navate. La cupola è visibile da ogni punto della città anche a distanza di diversi chilometri. La cupola è posta su un tamburo ottagonale, che su ogni lato presenta una finestra trifora. Ne consegue che anche la cupola ha come base un ottagono, e si innalza su altrettanti costoloni. La lanterna ha la forma di una piramide ottagonale ed è sormontata da una sfera su cui poggia una grande croce. Durante i lavori di ristrutturazione successivi al terremoto del 1980, la sfera con la croce e tutte le coperture in rame sono state sostituite. Altri materiali utilizzati per i rivestimenti sono: la pietra di Trani o anche la pietra di Carovigno e Bisceglie oltre al marmo bianco di Carrara. La basilica risulta essere incompleta in molti suoi aspetti, manca il campanile e i sacri bronzi sono riposti in una cella campanaria, sul tetto della navata centrale. Il portale maggiore è contraddistinto solo da stipiti ed archivolti in pietra calcarea di Trani, sebbene il progetto originario del Pisanti prevedesse pilastri, edicole e nicchie, pinnacoli ed un acutissimo termine triangolare che giungeva fino al centro del grande rosone.

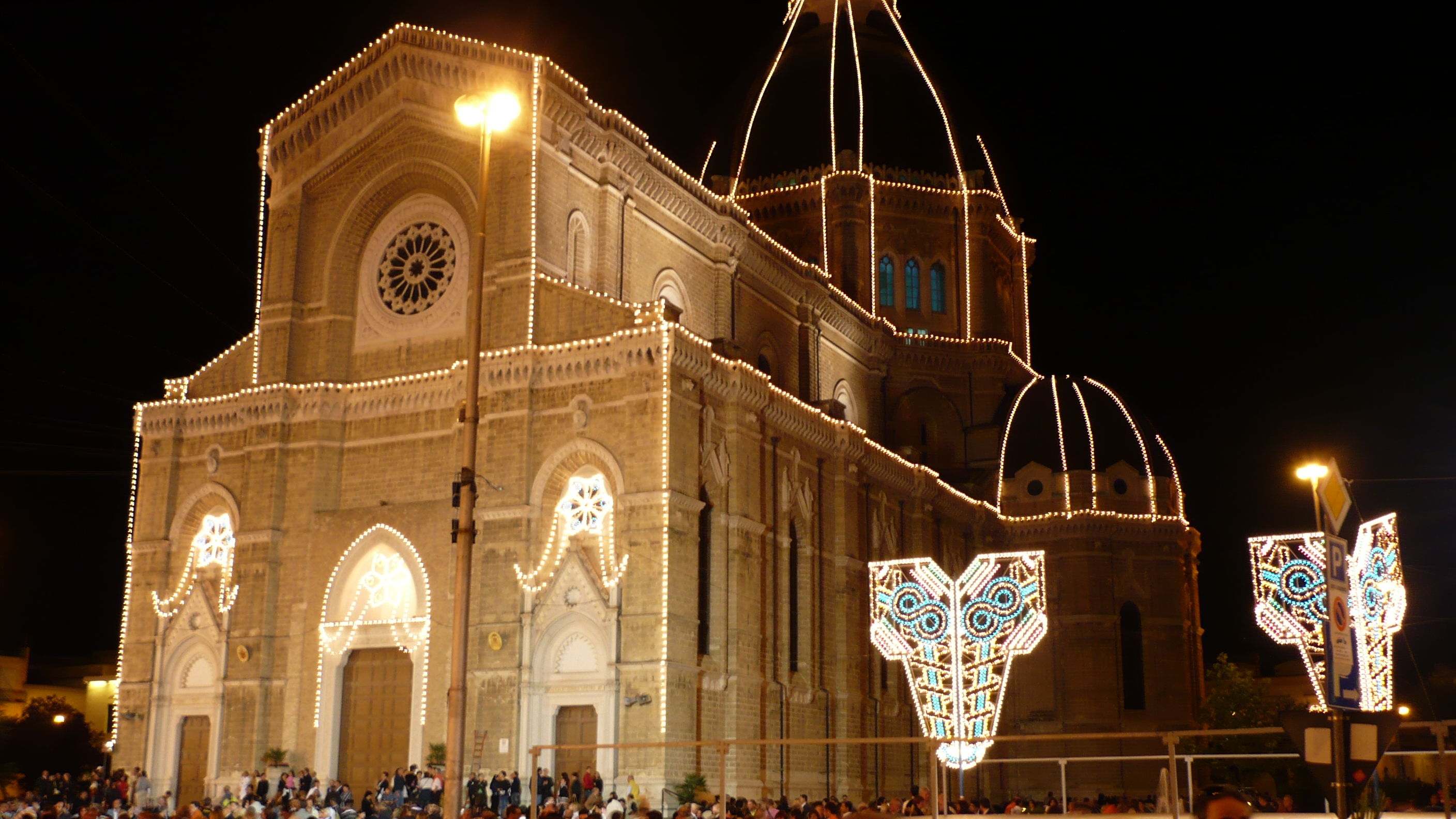
Esterno illuminato per la festa patronale
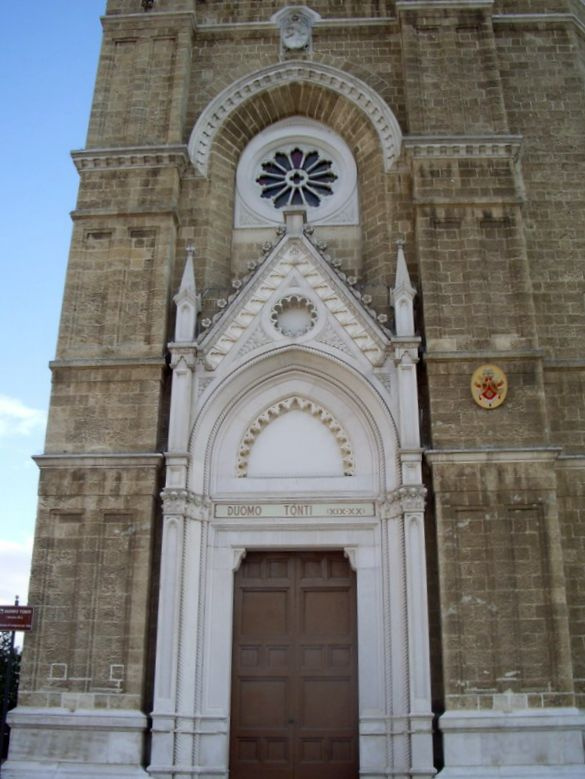
Portale laterale sinistro
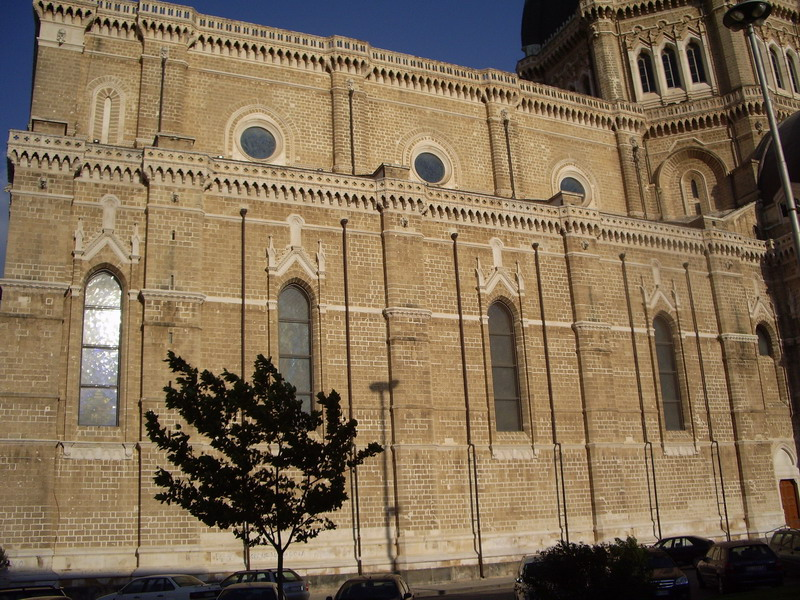
Il fianco destro
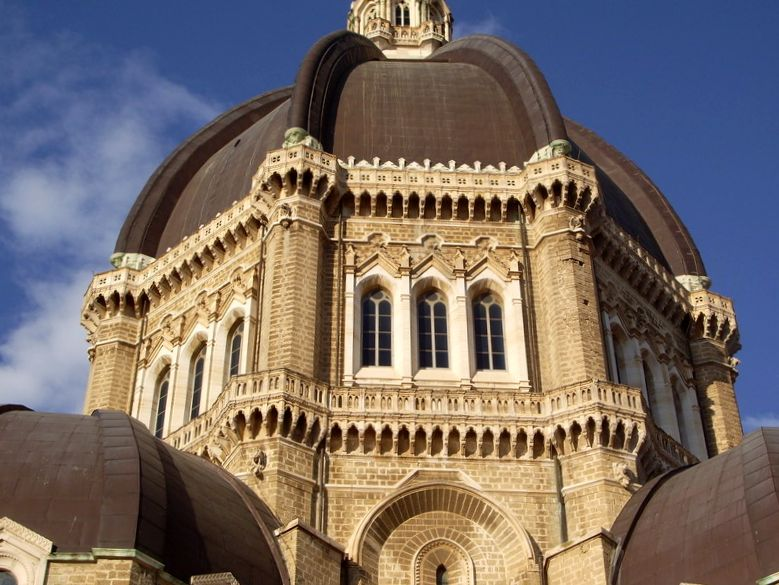
Il tamburo della cupola

### Interno

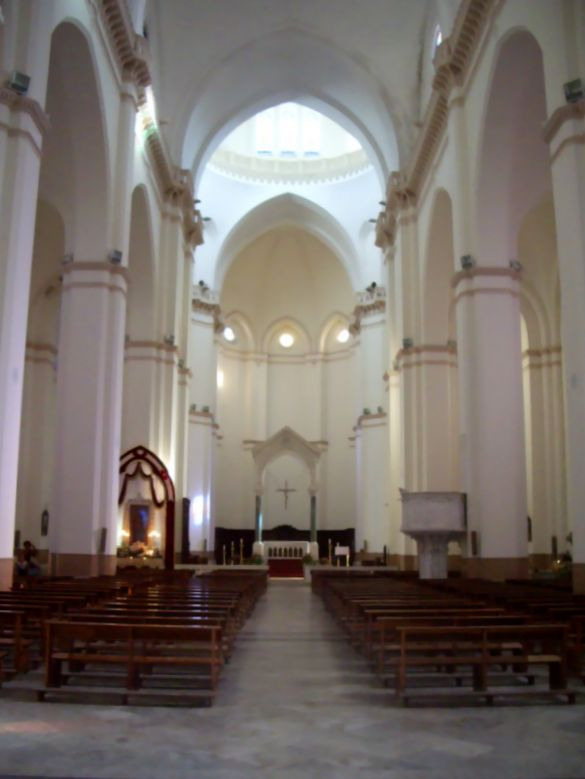
Interno

La pianta della basilica è a croce latina a tre navate di quattro campate ciascuna, coperte con volta a crociera. Ogni braccio della croce termina con una tribuna a formare così tre absidi. Lo stile architettonico è caratterizzato da un'architettura neogotica ispirata, nella struttura, al duomo di Firenze.
La prima coppia di pilastri, così come le due coppie di colonne in pietra di Trani, funge da supporto per l'ampio ripiano della cantoria, dov'è posto l'organo a canne. All'ingresso sono collocate due acquasantiere in marmo di Carrara che poggiano su altrettante colonne a tortiglione. Sulla destra rispetto all'ingresso principale, vi è il fonte battesimale a forma di tempio ottagonale retto da una colonna, su cui è posto un bacino decorato, al cui vertice vi è l'effigie, in bronzo, di San Giovanni Battista. In memoria del benefattore che volle la costruzione della nuova cattedrale, sulla parete della navata minore sinistra si trova una lapide che ricopre l'urna contenente i resti di Paolo Tonti. A metà della navata centrale, sulla destra, si erge il pulpito in marmo bianco, decorato con soggetti che si rifanno al simbolismo liturgico.

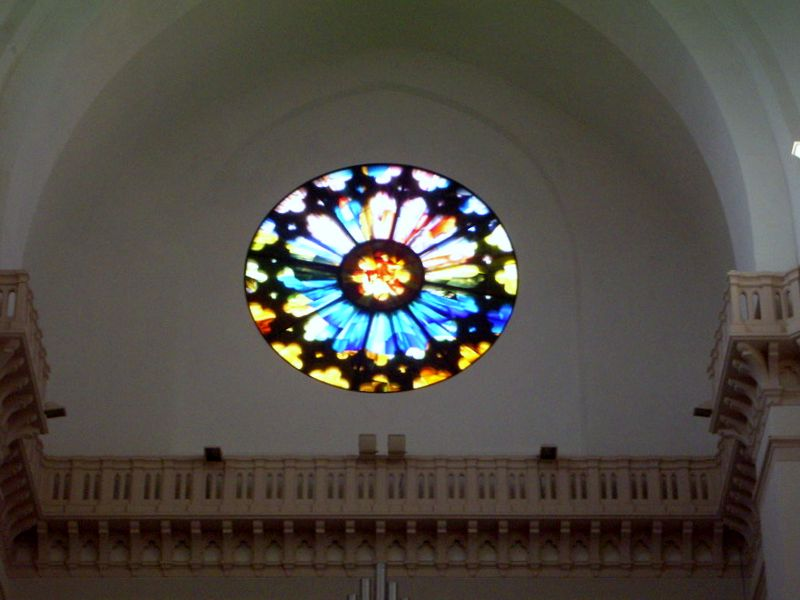
Il rosone centrale

Appoggiata all'ultimo pilastro di sinistra nella navata centrale, troviamo la cattedra vescovile in marmo con lo stemma vescovile, il motto e il nome di Mons. Felice di Molfetta. Oltrepassata la cattedra si arriva all'altare maggiore al quale si accede mediante cinque scalini. L'altare è sormontato dal ciborio in marmo bianco di Carrara. Il paliotto dell'altare è decorato con archi retti da colonnine, e presenta sul paliotto una grata in bronzo attraverso cui si è possibile osservare il reliquiario che contiene i resti ossei dei santi martiri Trifone (patrono minore della città), Agapito e Respicio. La navata principale, oltrepassato l'altare maggiore, termina con l'abside, all'interno della quale vi è il coro ligneo dell'800.
Dalla Pasqua del 2005 tutte le finestre della chiesa sono decorate da vetrate istoriate. Il rosone maggiore è composto da un anello di pietra calcarea intagliata e da una ghiera con sedici archetti trilobati con colonnine, che sorreggono il nucleo centrale in marmo traforato, anch'esso caratterizzato da archetti lobati. I due rosoni laterali presentano, invece, dodici archetti e colonnine, unite al centro in un nucleo quadrilobato.

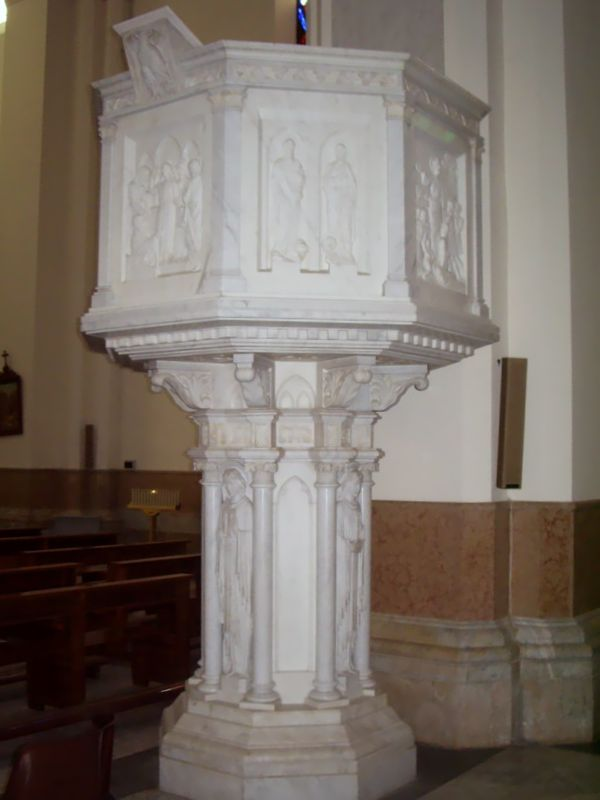
Il pulpito
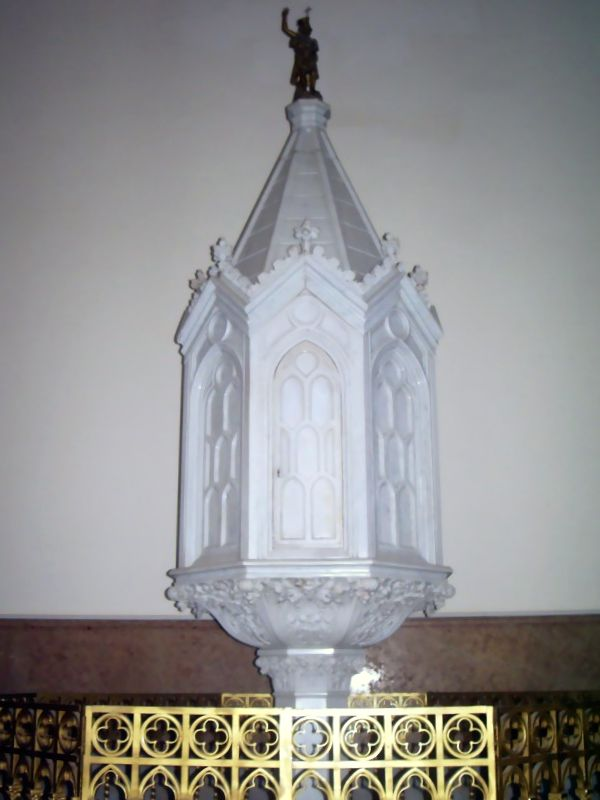
Il fonte battesimale
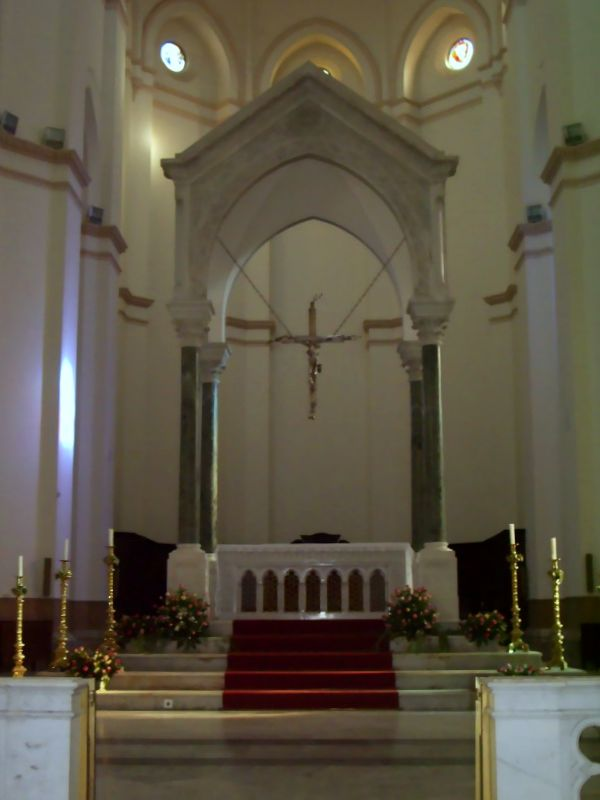
L'altare maggiore e il ciborio

## Voci correlate

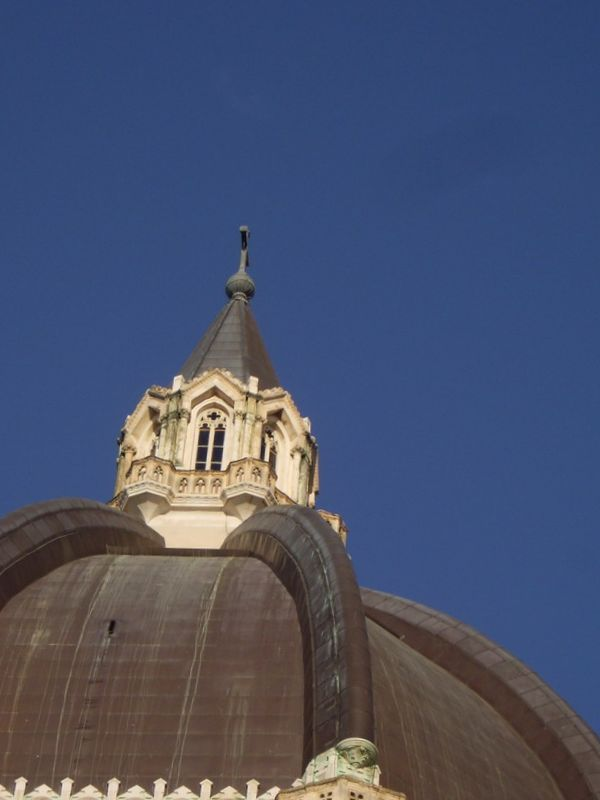
Sommità della cupola